# Beauprea comptonii
Beauprea comptonii är en tvåhjärtbladig växtart som beskrevs av Spencer Le Marchant Moore. Beauprea comptonii ingår i släktet Beauprea och familjen Proteaceae. Inga underarter finns listade i Catalogue of Life.